# Mušketýři ze špinavé uličky
Mušketýři ze špinavé uličky je americký film z roku 1912 režírovaný D. W. Griffithem a Anitou Loosovou a je považován za první filmovou gangsterku vůbec. Film byl natočen v New Yorku a údajně v něm jako kompars vystupovali skuteční gangsteři.

## Zápletka
Film pojednává o chudém manželském páru z New Yorku. Muž je muzikantem a často cestuje za prací. Při návratu z jedné takové cesty mu nějaký gangster (zvaný Snapper Kid) ukradne peněženku. Mezitím doma umírá jeho stará tchyně – sama, protože dcera (muzikantova žena) zvaná ve scénáři jako malá dáma (v originále Little Lady) odešla. Po návratu nachází matku mrtvou. Kamarádka ji vezme s sebou na ples, kde se ji nějaký muž (gangster z party, která konkuruje bandě Snapper Kida) snaží omámit drogou. Tomu ovšem zabraní Snapper Kid. Tito dva gangsteři spolu začnou soupeřit a konflikt vyústí v přestřelku. Manžel se k této přestřelce připlete a poznává Snapper Kida jako zloděje své peněženky. Manželovi se podaří získat peněženku zpátky a spěchá do bezpečí svého bytu.
Snapper Kid se mezitím brání strážníkovi. Podaří se mu uprchnout a ocitne se před bytem malé dámy a muzikanta, kam nakonec vrazí. Chce vzít malou dámu sebou, ale ukáže na manžela. Snapper Kid v něm pozná mimo jiné i majitele peněženky. Malá dáma svého muže brání a tak jí nakonec Snapper Kid podá ruku a odchází. Jenže na chodbě ho potká strážník. On jako své alibi udá návštěvu muzikanta a jeho ženy. Oni falešné alibi potvrzují. Film končí objetím muzikanta a malé dámy.

## Obsazení
- Elmer Booth - Snapper Kid, šéf gangu Mušketýrů
- Lillian Gishová - malá dáma
- Clara T. Bracyová - matka malé dámy
- Walter Miller - muzikant
- Alfred Paget - šéf Rival Gang Leader
- John T. Dillon - policista
- Madge Kirbyová - přítelkyně malé dámy/V uličce